# Дзержинск (Нижегородская область)
Дзержи́нск (до 1548 года Чёрная Ре́чка, до января 1927 года Чёрное, до 22 июня 1929 года Растя́пино) — город (до 1930 года рабочий посёлок) в Нижегородской области России, административный центр городского округа город Дзержинск.
Указом Президента Российской Федерации от 10 сентября 2021 года городу было присвоено звание «Город трудовой доблести».
Железнодорожная станция на современном ходе Транссиба, в 33 км от Московского вокзала Нижнего Новгорода. Пристань на левом берегу реки Оки. Второй по населению город Нижегородской области. Население города 213 410 чел. (2025), население городского округа 223 327 чел. (2025).
В советские времена являлся крупнейшим центром химической промышленности Союза ССР, в связи с чем экологическая обстановка в районе находилась в неудовлетворительном состоянии. Город упоминается в списке самых загрязнённых городов мира по версии Института Блэксмита. В настоящий момент часть химических предприятий закрыта.

## История
Самые ранние сведения о селе Чёрном, как о запустевшей деревне Чёрная Речка, найдены в жалованной грамоте 1548 года Киржачскому Благовещенскому монастырю. Игумен Троице-Сергиевого монастыря Иона (Щелепин) обратился к царю Ивану Грозному с просьбой, чтобы тот пожаловал Киржачскому монастырю в Нижегородском уезде запустевшие во время Казанской войны деревни Чёрная Речка, Бабушкино, Колодкино и починок Сухая Речка (будущая дер. Растяпино (ныне пос. Дачный)). С этого времени Чёрная Речка получает второе дыхание и впоследствии становится селом Чёрным.
Сама речка Чёрная, встречается в русской народной сказке «Повесть о Ерше Ершовиче», конца XVI века. В XX веке, из-за забора торфа из неё заводами, Чёрная пересохла.
Далее Черноречье упоминается в исторических документах в 1606 году в связи с передачей его деревень в собственность Дудину монастырю. Позже селения были переданы Благовещенскому монастырю, а в 1752 году (ссылаясь на документ 1606 года) «Пыра, село Чёрное, к нему деревни: Растяпино, Бабушкино, Бабино, Колодкино, Юрьевец, Игумново, села Дубенки и Желнино» были пожалованы Троице-Сергиевой лавре. Чернорецкая волость входила в состав Балахнинского уезда, до того была частью Стрелицкого стана (Стрелицы).
В 1862 году построен железнодорожный полустанок Черноречье, который после преобразован в станцию Чёрное. За год до завершения строительства железной дороги, то есть в 1861 году, возле будущего полустанка стали образовываться выселки села Чёрного (территория современного Прибрежного микрорайона Дзержинска), жилые дома тянулись вдоль полотна железной дороги. В свидетельствах того времени, поселение именовалось: «Чёрное, первые (вторые, третьи) выселки». В 1904 году станцию Чёрное по причине наличия одноимённой станции Чёрное на данной железной дороге, переименовали в Растяпино и выселки Чёрного неофициально в просторечии стали называть «новым Растяпином». Уже при большевиках, в 1918 году, в «новое Растяпино» переехал волостной центр и волость из Чернорецкой была переименована в Растяпинскую.
В 1869 году был пущен алебастровый завод. В 1875 году предприниматели Смирнов и Постников открыли канатный завод, который также выпускал буксиры. В 1909 году была открыта первая больница, благодаря стараниям купца Кузнецова из села Желнина.
В 1915 году был основан завод минеральных кислот (ныне — ООО «Корунд»).
В 1916 году в глухом сосновом бору, между Московским трактом и рекой Окой был заложен завод взрывчатых веществ, эвакуированный из Петрограда, который уже в октябре 1917 года стал выпускать свою продукцию (сейчас — ФКП «Завод им. Я. М. Свердлова»). Рядом с заводом был построен посёлок, который тянулся вдоль Желнинской дороги (в народе именуемой Желнинкой) в сторону села Желнина. Само Желнино, было так названо в честь чёрного дятла желны. На данный момент эта дорога разделена на два участка, один из которых именуется Желнинским шоссе, а второй проспектом Свердлова. На разделе данной дороги, возле озера Святого, на месте старообрядческого кладбища, был основан посёлок им. Рыкова для рабочих завода Свердлова, который впоследствии был переименован в Пушкино и получил самостоятельность от посёлка Свердлова. Рядом с пос. Пушкино, был построен детский лагерь «Космос», для детей рабочих завода Свердлова, который функционирует по сей день.
В январе 1927 года выселки села Чёрного, деревня Бабушкино и поселки при заводе им. Первого Мая были объединены и переименованы в рабочий посёлок Растяпино. В 1929 году немного севернее железнодорожной станции был вырублен сосновый лес и начато строительство нынешней центральной части города (заложена центральная площадь). Тогда рабочий посёлок Растяпино, по требованию рабочих, был переименован в рабочий посёлок Дзержинск. Архитектором по строительству будущего города был назначен лауреат Ленинской премии А. Ф. Кусакин. В 1930 году посёлок получил статус города.
Конец 1930-х годов отмечен вступлением в строй новых больших заводов:
- завод № 397 («Заря»[21][22], 1936 год, производство противогазов);
- завод № 365 «Ока» (1937 год, ныне — «Синтез», производство этиловой жидкости);
- завод № 96 «Заводстрой» (1938 год, ныне — ПО «Капролактам», первым было запущено производство хлора и каустика электролизом раствора поваренной соли, а затем производства дихлорэтана и изопропилового спирта, иприта и фосгена (к 1 января 1939 года на этом заводе планировалось ввести мощности по выпуску 40 000. Пр-во фосгена было организовано на АО Корунд). В 2000-е годы территория предприятия была разделена на две части: на основной площадке «Капролактама» образовано ООО «Индустриальный парк „Ока-Полимер“». Производство окиси этилена и гликолей, построенное в 1982 году, перешло в состав АО «СИБУР-Нефтехим».
- с 1938 года завод № 148 («Оргстекло») стал выпускать хлорированные жидкости. В 1938 году начала работать Игумновская ТЭЦ.

Во время Великой Отечественной войны более 148 миллионов артиллерийских снарядов, мин и прочих изделий было выпущено на ФКП «Завод им. Я. М. Свердлова».
В 1953 году было образовано Специальное конструкторско-технологическое бюро № 80 при заводе имени Я. М. Свердлова (сейчас АО «ГосНИИ „Кристалл“»).
В 1991 году первым мэром города стал Виктор Фёдорович Сопин.
1 июня 2019 года на предприятии «Кристалл» произошли два взрыва. В результате взрыва в помещении склада по хранению взрывчатых веществ завода произошло полное уничтожение самого здания, а также было уничтожено нескольких соседних строений. Пожар потушили в течение часа с момента возгорания. Пострадали в общей сложности более 116 человек, 38 из них — работники предприятия, остальные — местные жители. Погибших нет.

## Климат
Климат умеренно континентальный с относительно холодной зимой (начало ноября — начало апреля) и тёплым летом (середина мая — начало сентября). Частое прохождение циклонов с Атлантики и иногда со Средиземноморья обуславливает увеличение облачности. Средние температуры составляют: января около −10,9 °C, июля +19,2 °C. Среднегодовое количество осадков 569 мм.
| Показатель                             | Янв.  | Фев.  | Март | Апр. | Май  | Июнь | Июль | Авг. | Сен. | Окт. | Нояб. | Дек.  | Год |
| -------------------------------------- | ----- | ----- | ---- | ---- | ---- | ---- | ---- | ---- | ---- | ---- | ----- | ----- | --- |
| Средний суточный максимум, °C          | −7,8  | −6,4  | −0,2 | 10,1 | 18,4 | 25,2 | 30,3 | 26,5 | 18,5 | 7,3  | −0,3  | −4,9  |     |
| Средняя температура, °C                | −10,9 | −9,8  | −3,8 | 5,8  | 13,3 | 17,4 | 19,2 | 17,3 | 11,6 | 4,5  | −2,6  | −7,6  | 4,5 |
| Средний суточный минимум, °C           | −14   | −13,1 | −7,3 | 1,6  | 8,2  | 12,3 | 14,6 | 12,7 | 7,7  | 1,7  | −4,9  | −10,2 | 0,8 |
| Норма осадков, мм                      | 36    | 26    | 25   | 37   | 44   | 64   | 69   | 60   | 58   | 62   | 51    | 37    | 569 |
| Источник: Dzerzhinsk, climate-data.org |       |       |      |      |      |      |      |      |      |      |       |       |     |

### Экология
До возникновения города Черноречье было излюбленным дачным местом в округе. Горожан привлекал чистый воздух, сосновые боры, дубовые и берёзовые рощи, обилие озёр и речушек, богатых рыбой, песчаные окские пляжи. Немалое значение играла и близость только что построенной железной дороги Москва — Нижний Новгород. На дачах в районе современного Дзержинска и окрестных посёлков отдыхали В. Г. Короленко (1886—1896 годы, пос. Дачный), Л. Н. Бенуа (1896 г. пос. Желнино), А. С. Попов (1889—1898 гг. ныне район ул. Окская набережная д. 5), Максим Горький (1903 г. пос. Горбатовка) и другие.
С 1900-х растущая химическая промышленность стала стремительно ухудшать экологическую обстановку. Первыми от загрязнения воздуха стали гибнуть хвойные леса, на город двинулись пески, заметая остатки травянистых площадок и не давая приживаться саженцам молодых деревьев.
Борьба за лес и озеленение продолжалась несколько десятилетий. В 1937 году образовался Дзержинский лесхоз, выращиванием леса занимались домохозяйки и специально организованные лесопитомники, изучались различные способы озеленения, из поймы Оки и окрестных болот завозились тысячи кубометров чернозёма, глины и торфа. Все зелёные насаждения города растут на привозном грунте. В 1946 году был утверждён первый городской план озеленения, с начала 1950-х восстановление лесов приняло планомерный характер. Большой вклад в озеленение внёс Заслуженный лесовод РСФСР И. Н. Ильяшевич, занимавшийся проблемой восстановления лесов, по его инициативе в районе Пушкино был создан парк-дендрарий площадью 12 га. К 1986 году вокруг города восстановлено 9000 гектаров леса, по площади зелёных насаждений на одного жителя (17 м²) Дзержинск вышел на одно из первых мест в стране.
В Дзержинске действуют 4 стационарных поста наблюдения за загрязнением атмосферного воздуха (3 в селитебной части и 1 в восточной промзоне). Реальной угрозой окружающей среде в городе остаются глубинные захоронения отходов вредных производств и шламовое озеро (прозвано «белым морем») с отходами химического производства. Данные объекты находятся под постоянным наблюдением экологов и оснащены необходимым оборудованием. Нерешённый вопрос переработки промышленных отходов современными методами влечёт существенные ограничения в развитии инвестиционного потенциала города. Устранение накопленного экологического ущерба требует значительных финансовых средств, реализация не представляется возможной только за счёт возможностей муниципального бюджета и средств хозяйствующих субъектов.
С 2008—2009 гг. по 2013 год Дзержинск был включён в Приоритетный список городов с наибольшим уровнем загрязнения атмосферного воздуха (в данный список включены города, для которых комплексный индекс загрязнения атмосферы (ИЗА) равен 14 и выше). В соответствии с Обзором состояния и загрязнения окружающей среды в РФ за 2014 год, Дзержинск исключён из Приоритетного списка городов с наибольшим уровнем загрязнения атмосферного воздуха, так как в городе было отмечено общее снижение концентраций загрязняющих веществ в атмосфере по сравнению с 2013 годом, и в первую очередь — бенз(а)пирена, который вносит наибольший вклад в уровень загрязнения воздуха. На резкое снижение уровня загрязнения воздуха существенное влияние оказало изменение ПДК формальдегида (с учётом новых ПДК, в Восточной промзоне уровень загрязнения снизился более чем в 2 раза, однако при этом зарегистрирован рост концентраций почти всех остальных контролируемых загрязняющих веществ). Веществами, определяющими очень высокий уровень загрязнения атмосферы, являются: хлорид водорода, взвешенные вещества, аммиак, оксиды азота, формальдегид.
По мнению учёных, работающих в швейцарском отделении организации «Международный Зелёный Крест» и в американском Институте Блэксмита, Дзержинск входит в десятку самых экологически неблагополучных мест нашей планеты.

## Население
| 1897     | 1926     | 1931     | 1939     | 1956     | 1959     | 1962     | 1967     | 1970     | 1973     | 1975     |
| -------- | -------- | -------- | -------- | -------- | -------- | -------- | -------- | -------- | -------- | -------- |
| 3000     | ↗9000    | ↗37 700  | ↗103 400 | ↗147 000 | ↗164 337 | ↗180 000 | ↗201 000 | ↗221 291 | ↗231 000 | ↗246 000 |
| 1976     | 1979     | 1982     | 1985     | 1986     | 1987     | 1989     | 1990     | 1991     | 1992     | 1993     |
| →246 000 | ↗257 119 | ↗266 000 | ↗278 000 | ↘272 000 | ↗281 000 | ↗285 071 | ↗287 000 | →287 000 | →287 000 | →287 000 |
| 1994     | 1995     | 1996     | 1997     | 1998     | 1999     | 2000     | 2001     | 2002     | 2003     | 2004     |
| ↘286 000 | ↘285 000 | ↘284 000 | ↘282 000 | ↘281 000 | ↘278 900 | ↘277 100 | ↘274 900 | ↘261 334 | ↘261 300 | ↘258 700 |
| 2005     | 2006     | 2007     | 2008     | 2009     | 2010     | 2011     | 2012     | 2013     | 2014     | 2015     |
| ↘255 700 | ↘252 500 | ↘249 900 | ↘247 500 | ↘245 968 | ↘240 742 | ↗240 800 | ↘239 007 | ↘237 668 | ↘235 840 | ↘234 284 |
| 2016     | 2017     | 2018     | 2019     | 2020     | 2021     | 2023     | 2024     | 2025     |          |          |
| ↘233 126 | ↘231 797 | ↘230 639 | ↘229 470 | ↘229 000 | ↘218 630 | ↘216 598 | ↘215 259 | ↘213 410 |          |          |

На 1 января 2025 года по численности населения город находился на 94-м месте из 1124 городов Российской Федерации.
Национальный состав
Численность и доля этнических групп по данным Всероссийской переписи населения 2010 года:
|                 | Численность | Доля (в %) |
| Всего           | 240742      | 100.00     |
| Русские         | 219811      | 91.31      |
| Татары          | 6191        | 2.57       |
| Украинцы        | 1284        | 0.53       |
| Мордва          | 959         | 0.4        |
| Армяне          | 407         | 0.17       |
| Белорусы        | 341         | 0.14       |
| Азербайджанцы   | 215         | 0.09       |
| Чуваши          | 206         | 0.09       |
| Евреи           | 168         | 0.07       |
| Узбеки          | 167         | 0.07       |
| Таджики         | 165         | 0.07       |
| Марийцы         | 83          | 0.03       |
| Немцы           | 68          | 0.03       |
| Грузины         | 59          | 0.02       |
| Молдаване       | 54          | 0.02       |
| Удмурты         | 51          | 0.02       |
| Корейцы         | 42          | 0.02       |
| Аварцы          | 38          | 0.02       |
| Лезгины         | 31          | 0.01       |
| Киргизы         | 29          | 0.01       |
| Казахи          | 28          | 0.01       |
| Башкиры         | 27          | 0.01       |
| Поляки          | 25          | 0.01       |
| Даргинцы        | 24          | 0.01       |
| Коми            | 21          | 0.009      |
| Турки           | 21          | 0.009      |
| Лакцы           | 18          | 0.007      |
| Вьетнамцы       | 12          | 0.005      |
| Греки           | 12          | 0.005      |
| «Дагестанцы»    | 11          | 0.005      |
| Гагаузы         | 9           | 0.004      |
| Коми-пермяки    | 9           | 0.004      |
| Осетины         | 9           | 0.004      |
| Литовцы         | 8           | 0.003      |
| Австрийцы       | 6           | 0.002      |
| Кумыки          | 6           | 0.002      |
| Кабардинцы      | 5           | 0.002      |
| Румыны          | 5           | 0.002      |
| Финны           | 5           | 0.002      |
| Эвенки          | 5           | 0.002      |
| Абазины         | 4           | 0.002      |
| Буряты          | 4           | 0.002      |
| Карелы          | 4           | 0.002      |
| Латыши          | 4           | 0.002      |
| Цыгане          | 4           | 0.002      |
| Чехи            | 4           | 0.002      |
| Эстонцы         | 4           | 0.002      |
| Болгары         | 3           | 0.001      |
| Испанцы         | 3           | 0.001      |
| Крымские татары | 3           | 0.001      |
| «Метисы»        | 3           | 0.001      |
| Персы           | 3           | 0.001      |
| «Россияне»      | 3           | 0.001      |
| Другие          | 12          | 0.005      |
| Не указано      | 6687        | 2.78       |

## Экономика
Объём отгруженных товаров собственного производства, выполненных работ и услуг собственными силами за 2022 год составил 193 млрд рублей (в том числе по крупным и средним предприятиям 164 млрд рублей). В экономике города в 2023 году было занято 100,6 тыс. человек, в том числе на крупных и средних предприятиях 50,3 тыс. человек (50 % от общего количества занятых в экономике города).
Основой экономики города является обрабатывающая промышленность, за 2022 год объём отгруженной продукции составил 136 млрд руб (83 % от общего объёма отгрузки). В структуре обрабатывающих производств на химическое производство приходится 54 % от объёма отгрузки, производство резины и пластмасс — 15 %, обработка древесины и производство изделий из дерева — 5 %, производство пищевых продуктов — 5 %.
Производство машин и оборудования, металлоизделий: ООО «Нефтехимаппарат», ООО «Даниели Волга», ОП ПАО «ДЗХМ», ООО «ЗХО «Заря», АО «ДЗХО «Заря».
Производство электрических машин и оборудования: ПАО «Нипом», ООО «Либхерр — Нижний Новгород».
Производство пищевых продуктов: ПАО «Дэмка», ПАО «Дзержинскхлеб», ООО «Калинов мост», ООО «Дзержинский пивоваренный завод».
Текстильное и швейное производства: ПАО «Канат»,АОр "Дзержинская швейная фабрика «Русь», ООО «ТД «Алёнка», ООО «Гамма-Текстиль».
Производство стройматериалов: ООО «Кнауф Гипс Дзержинск» и ООО «Силикатстрой».
Производство ламинированных напольных покрытий: ООО «Юнилин».
В городе функционируют федеральные сети продовольственных магазинов, крупнейшие из которых: «Пятёрочка», «Магнит», «Спар», «Перекрёсток», «Вкусвилл».

### Химическое производство
ФКП «Завод имени Я. М. Свердлова», АО «Капролактам», АО «СИБУР-Нефтехим», ПАО «Дзержинское оргстекло», АО «Химсорбент», «Авиабор», ООО «Синтез Ока», ООО «Синтез ПКЖ», АО «Экструдер», ООО «Экопол», ООО «Завод синтанолов», ООО «Капелла», ООО «Корунд-Циан», ООО «Тосол-Синтез-Инвест», ООО «Завод оргсинтез «Ока», ООО «ПКФ «Химавангард», ООО «Компания «Хома», ООО «Синергетик»
Производство резиновых и пластмассовых изделий
ПАО «ДПО Пластик», АО «Биохимпласт», ООО «Нижполимерупак», ООО «Завод герметизирующих материалов», АО «Тико-Пластик», АО «Гермаст», АО «Хемкор», ООО «Профипласт», ТОСП цех ПАО «ВХЗ».

### Энергетика
Энергетика представлена Нижегородским филиалом ПАО «Т Плюс», филиал ПАО «Россети Центр и Приволжье» — «Нижновэнерго» Дзержинский РЭС, филиал ПАО «Россети Центр и Приволжье» — «Нижновэнерго» Дзержинский высоковольтный РЭС, ООО «Дзержинские сети», ОАО «ДВК».

### Транспорт и связь
Транспортное сообщение внутри города осуществляется автобусными (муниципальными и частными) и троллейбусными муниципальными маршрутами. Наибольший объём перевозок осуществляют маршрутные такси и троллейбусы. Трамвайное движение остановлено 17 декабря 2015 года ввиду своей убыточности и падения пассажирооборота между жилыми районами города и восточным промрайоном, который полностью обеспечивается пригородными электропоездами. В пределах административной границы городского округа расположены железнодорожные станции Дзержинск и Игумново, а также остановочные пункты Пушкино, Калининская, Ворошиловская и 421 км. Однако следует заметить, что немалую роль в остановке трамвайного движения сыграло и лоббирование интересов хозяев частных автобусных и троллейбусных маршрутов (некоторые из которых дублировали трамвайные маршруты, в частности, маршрут Т-24 практически полностью дублировал трамвайный маршрут № 4, а маршрут А-30 повторяет троллейбусные маршруты Т-3 и Т-4).
В другие города из Дзержинска можно добраться по Горьковской железной дороге или федеральной автодороге M-7 «Волга». В городе расположен речной грузовой порт. В 20 километрах восточнее находится Нижегородский международный аэропорт Стригино.
Связь обеспечивается предприятиями Федеральной почтовой связи и филиалом ПАО «Ростелеком». На территории города действует «большая 4-ка» операторов мобильной связи: МТС, Билайн, Мегафон (в том числе торговая марка Yota) и Tele2 (Ростелеком).

## Культура
- Дзержинский муниципальный театр драмы[66].
- Дзержинский театр кукол
- Краеведческий музей[67]
- Дворец детского творчества[68]

Работает сеть культурно-развлекательных центров. Также, Дзержинская Лига КВН.
Научный потенциал города составляют АО «ГосНИИ „Кристалл“», ФГУП «НИИ Полимеров», ОАО «ГосНИИМаш» и ОАО «НИИК», «ТиссенКрупп Индастриал Солюшнс (РУС)» (ранее именовался ОАО «Уде»).

### Образование
В городе действует 38 общеобразовательных школ, 5 музыкальных школ, художественная школа и школа искусств.
В городе действуют такие учреждения высшего и среднего специального образования, как:
- Дзержинский политехнический институт Нижегородского технического университета имени Р. Е. Алексеева (ДПИ НГТУ);
- Дзержинский технический колледж (ДТК);
- Дзержинский химический техникум имени Красной Армии (ДХТ им. Красной Армии)
- Дзержинский педагогический колледж (ДПК);
- Дзержинский техникум бизнеса и технологий (ДТБТ);
- Дзержинский индустриально-коммерческий техникум (ДИКТ);
- Дзержинский музыкальный колледж;
- Дзержинский филиал Российской академии народного хозяйства и государственной службы при президенте Российской Федерации (до 2011 года ВВАГС);
- Дзержинский филиал Нижегородского Государственного университета им. Н. И. Лобачевского.

### Спорт
- Футбольный клуб «Химик», многолетний участник первенств СССР и России на уровне команд мастеров, был расформирован в 2016 году, воссоздан в 2019 году.
- Футбольный клуб «Дзержинск-ТС». В 2016—2018 годах представлял город в Первенстве России среди ЛФК, зона МФС «Приволжье», в 2016 году стал победителем зонального турнира.
- Баскетбольная команда выступает за город и Нижегородскую область.
- Регбийный клуб «Химик», с 2022 года выступающий в высшем российском дивизионе — Регбийной Премьер-лиге[69].
- Физкультурно-оздоровительный комплекс «Ока».
- СДЮСШОР «Заря», СДЮСШОР борьбы «Созвездие», спортивная школа имени Анатолия Карпова, СШОР «Салют», ДЮСШ дзюдо и гимнастики, ДЮСШ «Химик», ДЮСШ «Магнитная стрелка» и ДЮСШ № 3.

### Религия
Христианство
В семи приходах действуют девять православных церквей и строятся два храма. С 2004 года работает православная гимназия имени преподобного Серафима Саровского.
В 2004 году была зарегистрирована община Русской Православной старообрядческой Церкви имеющая с 2011 года моленную во имя святителя Николы Чудотворца.
Также в городе существуют общины и дома молитвы евангельских христиан (протестантов): баптистов — с 2007 года имеющих дом молитвы на улице Щорса, адвентистов — с домом молитвы на улице Фестивальной, харизматов и традиционных пятидесятников — с домом молитвы, открывшимся в 1995 году на улице Матросова.
Ислам
По состоянию на 2005 год в городе проживало более 10000 мусульман, преимущественно из представителей татарской общины. С 1992 года соборная мечеть функционирует в посёлке Пушкино. В 2014 году открылась вторая соборная мечеть, располагаемая в Западном микрорайоне. С 1995 года при мечети работает Исламская воскресная школа — мектеб «Арафат».
Иудаизм
В марте 2005 года состоялось открытие синагоги на улице Гастелло.
Буддизм
С 2003 года в городе действует буддийский центр традиции Карма Кагью тибетского буддизма под духовным руководством Кармапы XVII Тринле Тхае Дордже и управлением Ламы Оле Нидала.

## Достопримечательности
В 12 км юго-восточнее Дзержинска, на левом берегу Оки ниже Дуденевского затона расположено уникальное архитектурное сооружение — 128-метровая стальная ажурная башня, бывшая опора линии электропередачи, построенная по проекту инженера В. Г. Шухова.
- Шуховские башни на Оке под Дзержинском, 1989 год
- Шуховская башня на Оке под Дзержинском, 2006 год
- Вид на Дзержинск с противоположного, высокого берега Оки

### Памятники
- Памятник Ф. Э. Дзержинскому.
- Мемориал в честь погибших героев.
- Памятник В. И. Ленину.
- Памятник В. В. Маяковскому.

## Города-побратимы
|                     |                      | Города-побратимы \| Город \| Регион \| Страна \| Год \| \| ------------------- \| -------------------- \| -------- \| -------- \| \| Гродно \| Гродненская область \| Беларусь \| 2005[78] \| \| Друскининкай \| Алитусский уезд \| Литва \| 2009[79] \| \| Биттерфельд-Вольфен \| Саксония-Анхальт \| Германия \| 1996[80] \| \| Зеленодольск \| Республика Татарстан \| Россия \| 2011[81] \| |      |
| Город               | Регион               | Страна | Год  |
| Гродно              | Гродненская область  | Беларусь | 2005 |
| Друскининкай        | Алитусский уезд      | Литва | 2009 |
| Биттерфельд-Вольфен | Саксония-Анхальт     | Германия | 1996 |
| Зеленодольск        | Республика Татарстан | Россия | 2011 |

## Персоналии
- Воронина, Ирина Вадимовна — американская фотомодель и актриса. Получила известность благодаря работам в журнале Playboy, где в январе 2001 года она была выбрана девушкой месяца. Родилась в Дзержинске.
- Гоциридзе, Михаил Давидович — советский деятель промышленности, директор Дзержинского завода им. Я. М. Свердлова с 1953 по 1960 год.
- Дерипаска, Олег Владимирович — российский предприниматель, миллиардер. Родился в Дзержинске.
- Евтушенков, Владимир Петрович — глава АФК «Система», работал на заводе им. Я. М. Свердлова.
- Зак, Лев Васильевич — русский поэт, художник, график, сценограф и скульптор. Родился в посёлке Растяпино.
- Извицкая, Изольда Васильевна — советская киноактриса. Родилась в Дзержинске.
- Лимонов, Эдуард Вениаминович — русский писатель, поэт, публицист, политик и в течение ряда лет председатель запрещённой в России Национал-большевистской партии (НБП), председатель одноимённых партии и коалиции «Другая Россия». Уроженец города.
- Натали — советская и российская эстрадная певица, композитор, автор песен, актриса, телеведущая. Родилась в Дзержинске.
- Отдельнов, Павел Александрович — российский художник. Родился в Дзержинске.
- Прилепин, Захар — российский политик, писатель, филолог, публицист, сопредседатель политической партии «Справедливая Россия — Патриоты — За правду». Провёл детство в Дзержинске.
- Чиграков, Сергей Николаевич — советский и российский музыкант, автор песен, поэт, певец и гитарист. Основатель и лидер рок-группы «Чиж & Co». Родился в Дзержинске.